# Josef Klausner
Josef Klausner (hebr. יוסף גדליה קלוזנר, właśc. Josef Gedalja Klauzner, ang. Joseph Klausner, ur. 20 sierpnia 1874 w Olkienikach, zm. 27 października 1958 w Tel Awiwie) – żydowski historyk, syjonista, krytyk literatury hebrajskiej, wykładowca, prezes Rady Języka Hebrajskiego, sympatyk syjonizmu rewizjonistycznego. Był kandydatem na pierwszego prezydenta Państwa Izrael w 1949 roku z ramienia partii Herut. Został laureatem Nagrody Bialika (1941 i 1949) oraz Nagrody Izraela (1958). Redagował również miesięcznik „Ha-Sziloach” w latach 1903–1926 i rocznik „Achiasaf”.

## Życiorys
Urodził się 20 sierpnia 1874 w Olkienikach na Wileńszczyźnie. Uczył się dwa lata w chederze, potem w 1885 roku wraz z rodziną przeprowadził się do Odessy. Tam przez trzy lata uczył się w jesziwie, która uważana była za hebrajską szkołę średnią. Zaangażował się także w działalność syjonistycznego ruchu Chowewej Syjon. W 1891 roku razem z Szaulem Czernichowskim założył stowarzyszenie Sfatejnu Itanu, które podjęło działania na rzecz odrodzenia języka hebrajskiego jako języka mówionego. Od 1893 roku pisał na łamach czasopisma „Ha-Melic”. W latach 1897–1902 studiował filozofię, historię i językoznawstwo na Uniwersytecie w Heidelbergu. Tam też otrzymał stopień naukowy doktora psychologii. W 1903 roku przeniósł się do Warszawy, gdzie przejął redakcję miesięcznika „Ha-Sziloach” po Achad ha-Amie. Tomy numer 13–21 współredagował z Chaimem Nachmanem Bialikiem. Jednocześnie redagował rocznik „Achiasaf” i encyklopedię „Ocar ha-Jahadut”. W trakcie swojej działalności poznał m.in. Icchoka Lejbusza Pereca.
W młodości dał się poznać jako zdolny pisarz. W ciągu trzech lat opublikował 27 artykułów w językach niemieckim i hebrajskim. Jego pierwsze artykuły związane były z literaturą, a ich treść wzbudzić miała szeroką dyskusję wśród naukowców i pisarzy.
W 1905 roku wrócił do Odessy, a po 1917 roku został zatrudniony jako wykładowca na tamtejszym uniwersytecie. Po rewolucji październikowej wyjechał do Jerozolimy, gdzie zamieszkał na stałe w 1919 roku. W Palestynie kontynuował redagowanie „Ha-Sziloach” oraz od 1925 roku wykładał na Uniwersytecie Hebrajskim w Jerozolimie w Katedrze Języka Hebrajskiego, a od 1942 roku również w Katedrze Historii Drugiej Świątyni. W 1942 roku został prezesem Rady Języka Hebrajskiego i sprawował tę funkcję do 1953, kiedy przekształcono ją w Akademię Języka Hebrajskiego. Od 1950 roku był pełnił funkcję redaktora naczelnego „Encyclopaedia Hebraica” (tomy numer 2–5 i 7–8).
Zmarł 27 października 1958 w Tel Awiwie, ale ciało zostało pochowane w Jerozolimie.

## Syjonizm i polityka
Od pierwszego Światowego Kongresu Syjonistycznego w 1897 roku w Bazylei wyraził swoje poparcie dla ruchu syjonistycznego i zaangażował się w jego działalność. Z czasem zaczął sympatyzować z syjonizmem rewizjonistycznym. Od początku swojej twórczości zastanawiał się jak połączyć ewolucyjny pogląd historyczny, który uznawał zmiany w duchu judaizmu, z metahistorią traktującą judaizm jako wyjątkowy byt. To znaczy, co było stałe i niezmienne w religii, a co podlegało zmianom. Dodatkowo rozważał rolę czynników jakie wpłynęły na judaizm przez wieki. Uznał, iż religia zmieniała się pod wpływem czynników zewnętrznych. Jednak nie uważał tego za coś negatywnego. Według niego, mimo że Żydzi rozwinęli religię, system etyczny i koncepcję narodu w pustynnym klimacie, to nie oznacza, iż nie mogą oni tworzyć sztuki wyższej, posiadać poczucia estetyki, rozwijać nauki oraz poczucia przynależności terytorialnej. Judaizm postrzegał jako element narodowej tożsamości, a nie religię. Wierzył, że Żydzi stali się jednym ciałem z wewnętrznym poczuciem wyjątkowości wobec innych. Przeciwnie do przeświadczenia ortodoksyjnego uważał, że Żydzi wytrwali jako naród dzięki jedności, a nie Torze. Judaizm był traktowany przez niego jako zbiór uniwersalistycznych idei, moralności i etyki. W jego myśli przejawiał się mesjanizm, który skutkował przekonaniem, iż do odnowy świata dojedzie wtedy, kiedy Żydzi powrócą do swojej ojczyzny. Zatem odrodzenie państwa żydowskiego było nie tylko politycznym, ale także boskim założeniem. Wobec tego misją syjonizmu było odrodzenie państwowości. Interpretował historię żydowską jako ciąg zdarzeń mających ustanowić niezależność narodu. Na jego retorykę silnie wpłynęło powstanie arabskie w latach 1936–1939. Uważał je nie tylko za konflikt, ale za wysiłek w obronie całego narodu i ojczyzny. To, co działo się w Jiszuwie w latach 30. XX wieku porównał do walki Żydów z Imperium Rzymskim.
16 lutego 1949 roku był kandydatem Herutu na pierwszego prezydenta Izraela. Jego przeciwnikiem był Chaim Weizman. Głosowało 114 członków Knesetu, Klausner otrzymał 15 głosów, a kandydat Mapai 83 (15 posłów nie poparło żadnego kandydata, a jeden głos był nieważny).

## Dzieła
- Jahadut u-enoszijut, 1905, (Żydostwo i ludzkość)
- Historja szel ha-sifrut ha-iwrit he-chadasza, t. 1–6, 1930–1950 (Historia nowoczesnej literatury hebrajskiej)
- Jeszu ha-Nocri, 1922 (Jezus z Nazaretu)
- Mi-Jeszu ad Paulus, 1939 (Od Jezusa do Pawła)
- Derechi likrat ha-tchija we-ha-geula, 1946 (Moja droga ku przebudzeniu i odkupieniu)
- Ha-historja szel ha-Bajit ha-Szeni, t. 1-5, 1949 (Historia Drugiej Świątyni)